# Waldemar Paszkiewicz
Waldemar Stanisław Paszkiewicz – polski lekarz weterynarii, doktor habilitowany nauk weterynaryjnych, profesor na Uniwersytecie Przyrodniczym w Lublinie, specjalista od higieny żywności pochodzenia zwierzęcego.

## Kariera naukowa
W 1987 roku na Akademii Rolniczej w Lublinie uzyskał tytuł lekarza weterynarii. W 1990 roku został zatrudniony na Wydziale Medycyny Weterynaryjnej tej samej uczelni, a w 1999 roku uzyskał na nim stopień doktora nauk weterynaryjnych na podstawie rozprawy pt. Obicążenie odpływów z rzeźni substancjami biologicznymi i chemicznymi oraz próba ich ograniczenia, której promotorem był Elżbieta Pełczyńska. W 2019 roku ta sama uczelnia nadała mu stopień doktora habilitowanego nauk weterynaryjnych na podstawie pracy pt. Analiza mikrobiologicznego zanieczyszczenia jadalnych tkanek pozyskiwanych od ślimaków wolno żyjących i hodowlanych w Polsce.